# Albert Flamm

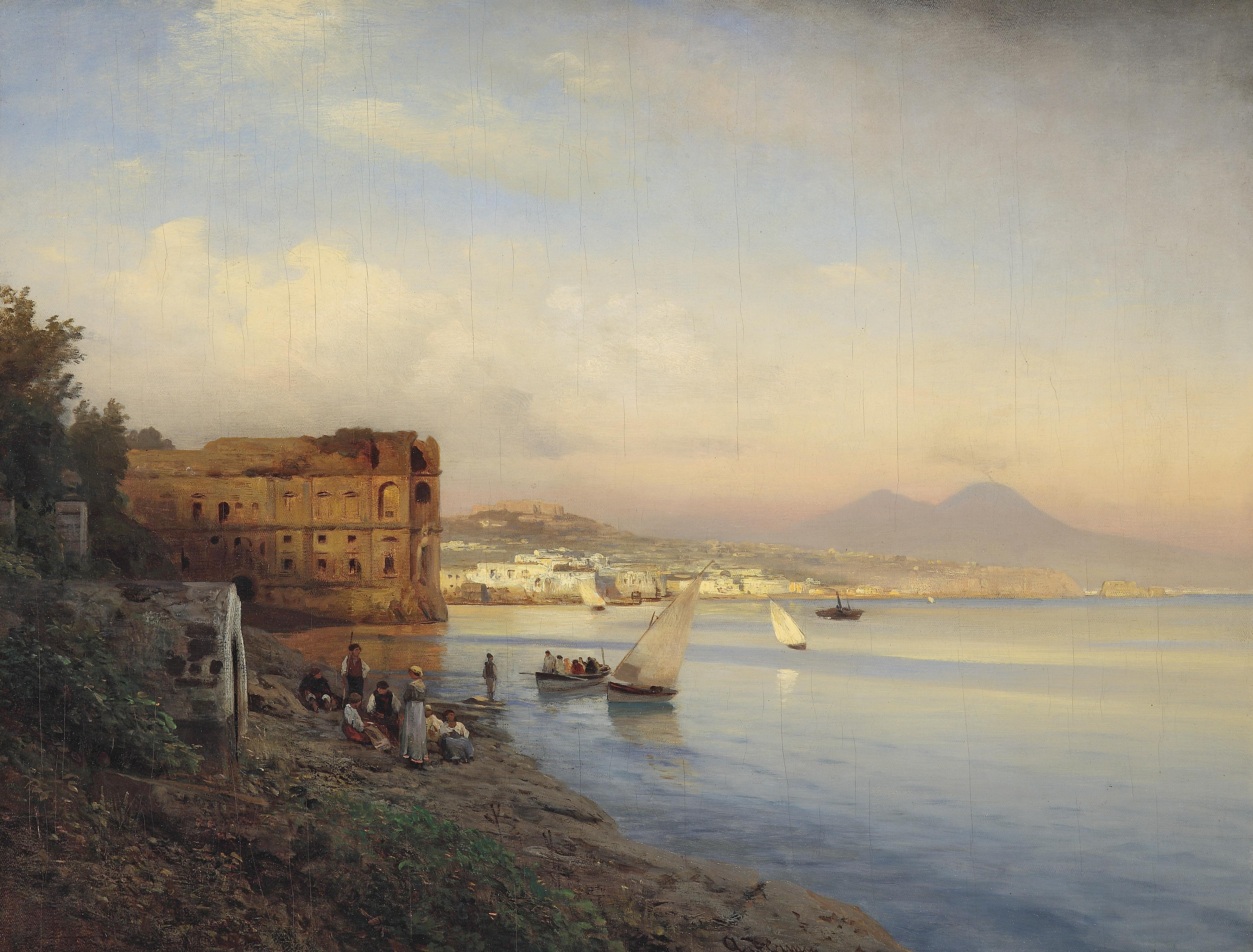
Albert Flamm: Utsikt över Neapelbukten.

Albert Flamm, född den 9 april 1823 i Köln, död den 28 mars 1906 i Düsseldorf, var en tysk landskapsmålare.  
Flamm var lärjunge till Andreas Achenbach vid Kunstakademie Düsseldorf, där hon slog sig ned efter resor i Italien. Han förknippas med Düsseldorfskolan. Hans målningar, vars motiv nästan uteslutande var hämtade från Italien, utmärks av trohet mot naturen, noggrannhet i utförandet och ljus och varierad kolorit.  Ett av hans erkänt bästa verk är Annalkande storm på Campagnan (1862).  Vidare kan nämnas Via Appia, i Kunsthalle i Hamburg, ett fint Italienskt landskap (1856), i Ravenégalleriet, Berlin, och Utsikt över Cumæ (1881), i Nationalgalleriet i Berlin.  År 1900 tilldelades han professors titel.